# Johann Zacharias Saltzmann
Johann Zacharias Saltzmann, auch Salzmann (* 28. Juni 1777 in Potsdam; † 30. November 1810 ebenda) war ein Königlicher Hofgärtner im Terrassenrevier des Potsdamer Parks Sanssouci.

## Leben und Wirken
Der aus einer Gärtnerfamilie stammende Johann Zacharias Saltzmann wurde in einem Gärtnerhaus, dem späteren Gartendirektionsgebäude südlich des Schlosses Sanssouci, geboren. Er war der Sohn des Hofgärtners im Terrassenrevier Friedrich Zacharias Saltzmann und der Carolina Wilhelmina, geborene Hofmann (1738–1803), Tochter eines Kaufmanns aus Peine. 
Der Familientradition folgend erlernte er den Gärtnerberuf und absolvierte die Lehrzeit im Orangerierevier von Sanssouci bei Hofgärtner Anton Hillner (1749–1817). Als sein Vater, der stolze Salzmann im Terrassenrevier, 1801 starb, sollte auf Vorschlag des Gartenintendanten Valentin von Massow nicht Salzmanns unbedeutender Sohn Johann Zacharias, sondern Georg Steiner die Nachfolge antreten. Da Steiner jedoch in den Lustgarten des Schlosses Charlottenburg berufen wurde, um den dort ebenfalls 1801 verstorbenen Johann August Eyserbeck zu ersetzen, bekam Johann Zacharias Saltzmann schließlich doch das Amt des Hofgärtners im Terrassenrevier. Zu seinen Hauptaufgaben gehörte die Verwaltung und Pflege der sechs Weinbergterrassen auf der Südseite des Schlosses Sanssouci und der vier Kirschquartiere unterhalb der Neuen Kammern mit den zum Revier gehörenden Treibhäusern. 
Nach neunjähriger Tätigkeit in Sanssouci verstarb Saltzmann 1810 im Alter von 33 Jahren und fand auf dem Bornstedter Friedhof die letzte Ruhe. Sein Nachfolger wurde der aus der Gärtnerdynastie Sello stammende Ludwig Sello.